# وستفیلد، شهرستان سنت جوزف، ایندیانا
وستفیلد (به انگلیسی: Westfield) یک منطقهٔ مسکونی در ایالات متحده آمریکا است که در شهرستان سنت ژوزف، ایندیانا واقع شده‌است. وستفیلد ۲۲۶ متر بالاتر از سطح دریا واقع شده‌است.